# Невиправний брехун (фільм, 1973)
«Невиправний брехун» (рос. «Неисправимый лгун») — радянська кінокомедія 1973 року, режисера Віллена Азарова.

## Сюжет
Олексій Іванович Тютюрін (Георгій Віцин), дуже добра і м'яка людина по натурі, вже двадцять років працює майстром-перукарем. Коли з'являється можливість підвищення до завідувача залом, він стикається з проблемою — в колективі у нього склалася репутація людини, що постійно спізнюється, і невиправного брехуна. Як вважає його начальник, Василь Васильович Мимриков (Микола Прокопович), у Тютюріна два недоліки: «по-перше, бреше, а по-друге, не вміє брехати», через що і відмовляється підписати його характеристику.
Але Олексій нікого не обманює — він дійсно потрапляє в незвичайні ситуації по дорозі на роботу: то допомагає хлопчикові забрати з проїжджої частини м'яч, після чого його облив водою автополивальник, і Тютюріну доводиться повернутися додому, щоб переодягнутися; то повертає іноземному принцу втрачений золотий портсигар, в подяку за що той влаштовує обід на честь Тютюріна; то потрапляє під машину, за кермом якої сидить Едіта П'єха…
Після чергового запізнення Тютюрін і справді починає складати небилицю. Він, за допомогою Мимрикова, розповідає «правдоподібну» історію про вечірку з красунями і танцями. Начальник залишається задоволений «виправленням» Олексія і вирішує підписати характеристику. Але, охоплений докорами сумління, Тютюрін дуже швидко зізнається в неправді, розповідаючи правдиву історію про дівчинку, м'ячик і фонтан. Василь Васильович тут же переконується в невиправності Олексія і вирішує вжити найрішучіших заходів. У цей час в салоні краси з'являється перекладач принца з подарунком для Тютюріна, а трохи пізніше — Едіта П'єха з дружиною Олексія, і всі непорозуміння вирішуються.

## У ролях
- Георгій Віцин — Олексій Іванович Тютюрін
- Інна Макарова — Зінаїда Миколаївна Тютюріна
- Микола Прокопович — Мимриков
- Володимир Етуш — принц Бурухтанії Емір Бурухтан Другий Другий
- Едіта П'єха — камео
- Еммануїл Геллер — Рахтан, головний слуга принца Бурухтанії
- Борис Січкін — перекладач
- Микола Погодін — міліціонер біля посольства
- Микола Парфьонов — чоловік у парку, що пропонує виручити гроші за знайдений портсигар
- Іван Рижов — старший майстер
- Лариса Барабанова — перукар Катя
- Валентина Березуцька — прибиральниця
- Юлія Цоглин —  перукар
- Валентина Хмара — перукар
- Лариса Вадько — партнерка Тютюріна з танців
- Олександра Дорохіна — мама Міші
- Раднер Муратов —  поливальник
- Аркадій Маркін — хлопчик Вова
- Юлія Полякова — дівчинка з м'ячем біля фонтану
- Лариса Віккел — перукар
- Валентина Ушакова — глядачка
- Віктор Філіппов — водій поливної машини

## Знімальна група
- Режисер —  Віллен Азаров
- Сценаристи —  Яків Костюковський,  Моріс Слободськой
- Композитор —  Ян Френкель
- Оператори — Марк Дятлов
- Художник — Семен Ушаков